# Toyota Tsusho
Toyota Tsusho (豊田通商?, Toyota Tsūshō), TYO: 8015, con sede a Nagoya e Tokyo, è una sōgō shōsha, membro del Gruppo Toyota. È una delle più grandi aziende commerciali del Giappone,  e la sesta più grande al mondo.
Toyota Tsusho ha una presenza mondiale attraverso le sue molte filiali e divisioni operative tra oltre 150 uffici e 900 filiali.
I suoi affari riguardano principalmente il supporto a Toyota Motor e le altre società del gruppo Toyota.
La gamma di aree commerciale includono materie prime industriali, prodotti agricoli e alta tecnologia.
Il primo aprile 2006 ha acquisito la Tomen.

## Gruppo Toyota Tsusho (principali filiali e affiliate)
- CFAO (Compagnie Française de l'Afrique Occidentale)
- Tomen Electronics Corporation
- Tomen Devices Corporation
- Sanyo Chemical Industries, Ltd.
- Eurus Energy Holdings Corporation
- Fukuske Corporation
- First Baking Co., Ltd.
- Lilycolor Co., Ltd.
- Biscaye Holdings Co.,LTD.
- Toyota Tsusho America, Inc.
- Toyota Tsusho Canada, Inc.
- Toyota Tsusho De Venezuela, C.A.
- S.C. Toyota Tsusho do Brasil Ltda.
- Toyota Tsusho Argentina S.A.
- C.I. Toyota Tsusho de Colombia S.A.
- Toyota Tsusho Mexico, S.A.
- Toyota Tsusho Europe S.A.
- Toyota Tsusho ID Systems GmbH (TTID), Germany
- Toyota Tsusho U.K. Ltd.
- Toyota Tsusho Nordic Oy
- Toyota Tsusho Africa Pty. Ltd.
- Toyota Tsusho East Africa Limited
- Tomen Iran Limited Liability Company
- Toyota Tsusho Korea Corporation
- Toyota Tsusho Asia Pacific Pte. Ltd.
- Toyota Tsusho Philippines Corporation
- Toyota Tsusho (China) Co., Ltd.
- Toyota Tsusho (Dalian) Co., Ltd.
- Toyota Tsusho (Tianjin) Co., Ltd.
- Toyota Tsusho (Shanghai) Co., Ltd.
- Toyota Tsusho (Guangzhou) Co., Ltd.
- Toyota Tsusho (H.K.) Corporation Ltd.
- Toyota Tsusho (Taiwan) Co., Ltd.
- Toyota Tsusho (Thailand) Co., Ltd.
- Kasho International (Thailand) Co., Ltd.
- Toyota Tsusho (Malaysia) Sdn. Bhd.
- P.T. Toyota Tsusho Indonesia
- Toyota Tsusho Vietnam Company Limited
- Myanmar Toyota Tsusho Co., Ltd.
- Toyota Tsusho India Pvt. Ltd.
- Toyota Tsusho (Australasia) Pty. Ltd.
- Toyota Tsusho (N.Z.) Ltd.
- Toyota Tsusho South Pacific Holdings Pty Ltd
- KDDI China Corporation
- Makita France SAS
- Lao-Japan Airport Terminal Services Company Limited
- Nagayama IP Holdings, LLC
- EDWIN ASIA HOLDINGS LIMITED
- Toyota Tsusho Electronic (Thailand) Co.,Ltd
- Toyota Tsusho Network Integration Thailand Co.,Ltd
- Toyota Tsusho Network Integration Asia Pte. Ltd.
- Toyota Tsusho Network Integration India Pvt Ltd.
- Toyota Tsusho Corporation (Perú)
- Indus Motors Company, Pakistan

## Principali azionisti
(31 marzo 2012)
- Toyota Motor Corporation (21.8%)
- Toyota Industries Corporation (11.2%)
- The Master Trust Bank of Japan, Ltd. (4.8%)
- Japan Trustee Services Bank, Ltd. (4.2%)
- The Bank of Tokyo-Mitsubishi UFJ, Ltd. (2.3%)
- Mitsui Sumitomo Insurance Co., Ltd. (1.2%)
- Sumitomo Mitsui Banking Corporation (1.2%)
- Aioi Nissay Dowa Insurance Co.,Ltd (1.1%)
- Tokio Marine & Nichido Fire Insurance Co., Ltd. (1.1%)
- Nippon Life Insurance Company (1.1%)